# Сибайское медно-цинково-колчеданное месторождение
Сиба́йское месторожде́ние (баш. Сибай яҡтылығы) — медно-цинково-колчеданное месторождение России, расположено в Башкортостане, вблизи города Сибая.
Запасы руды оцениваются в 16 млн. тонн.
В 2019—2020 году имело место активное горение серной руды, Сибайское месторождение объявлялся зоной экологической катастрофы. В настоящее время рудник частично затоплен.

## Характеристика месторождений
Сложено породами риолитбазальтовой формации (карамалыташская свита, D2zv1) и ограничено с запада на восток крутопадающими разломами. Рудные тела расположены в толще кварцевых риолитов в их нижних и верхних контактах. Основная по запасам руд Ново-Сибайская залежь состоит из 3 мощных линз сплошных сульфидных руд, расположенных одна на другой и соединённых общим рудным столбом. Ново-Сибайская рудная залежь обладает чёткой зональностью, общей для всей системы линз.

## Операторы месторождений
В 1915 году компанией ЮУГАО была пробита разведочная шахта, глубиной до 42 метров. В январе 1944 года был пущен медеплавильный завод. 25 марта 1948 года было принято постановление Совета Министров СССР о строительстве Башкирского медно-серного комбината. В 1986 году Башкирский медно-серный комбинат был награждён орденом Трудового Красного Знамени. В 2004 году был образован Сибайский филиал ОАО «Учалинский ГОК».

## Первооткрыватели
- Амир Абдулкасимович Худайбердин
- Исхак Фаляхович Мутаев
- Федор Устинович Ковалев
- Сергей Анатольевич Петропавловский

Также за открытие, изучение и разведку Сибайского месторождения геологи С. Н. Иванов и К. Д. Субботин были удостоены Государственной премии СССР.